# Chính sách thị thực của Costa Rica
Du khách đến Costa Rica cần có thị thực trừ khi họ là công dân một trong những quốc gia được miễn thị thực lên đến 90 ngày.

## Bản đồ chính sách thị thực

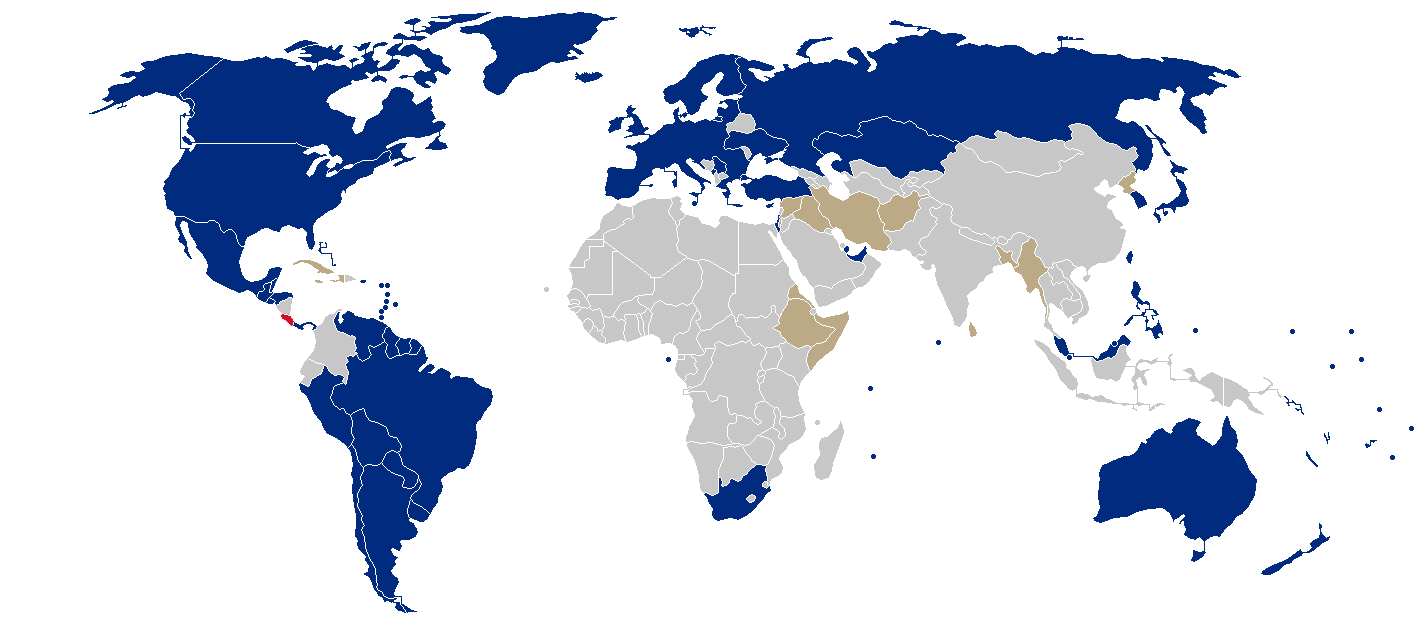
Chính sách thị thực Costa Rica
Costa Rica
Miễn thị thực
Thị thực bị giới hạn

## Miễn thị thực
Người sở hữu hộ chiếu của một trong những quốc gia hoặc vùng lãnh thổ sau không cần thị thực để đến Costa Rica:
| - Tất cả công dân Liên minh Châu Âu 1 3 \| - Andorra1 - Antigua và Barbuda2 - Argentina1 - Úc1 3 - Bahamas1 - Barbados1 - Belize2 - Bolivia2 - Brasil1 - Brunei2 - Canada1 - Chile1 - Dominica2 - El Salvador2 - Fiji2 - Grenada2 - Guatemala2 - Guyana2 - Honduras2 - Iceland1 - Israel1 - Nhật Bản1 - Kazakhstan2 \| - Kiribati2 - Liechtenstein1 - Malaysia2 - Maldives2 - Quần đảo Marshall2 - Mauritius2 - Mexico1 - Micronesia2 - Monaco1 - Montenegro1 - Nauru2 - New Zealand1 3 - Norway1 3 - Palau2 - Panama1 - Paraguay1 - Peru1 - Philippines2 - Qatar1 - Nga2 - Saint Kitts và Nevis2 - Saint Lucia2 - Saint Vincent và Grenadines2 \| - Samoa2 - San Marino1 - Sao Tome và Principe2 - Serbia1 - Seychelles2 - Singapore1 - Quần đảo Solomon2 - Nam Phi1 - Hàn Quốc1 - Suriname2 - Thụy Sĩ1 - Đài Loan2 - Tonga2 - Trinidad và Tobago1 - Thổ Nhĩ Kỳ2 - Tuvalu2 - Ukraina2 - Các Tiểu vương quốc Ả Rập Thống nhất1 - Hoa Kỳ1 3 - Vanuatu2 - Thành Vatican1 - Venezuela2 - Uruguay1 \| \| | | |  |
| - Andorra1 - Antigua và Barbuda2 - Argentina1 - Úc1 3 - Bahamas1 - Barbados1 - Belize2 - Bolivia2 - Brasil1 - Brunei2 - Canada1 - Chile1 - Dominica2 - El Salvador2 - Fiji2 - Grenada2 - Guatemala2 - Guyana2 - Honduras2 - Iceland1 - Israel1 - Nhật Bản1 - Kazakhstan2 | - Kiribati2 - Liechtenstein1 - Malaysia2 - Maldives2 - Quần đảo Marshall2 - Mauritius2 - Mexico1 - Micronesia2 - Monaco1 - Montenegro1 - Nauru2 - New Zealand1 3 - Norway1 3 - Palau2 - Panama1 - Paraguay1 - Peru1 - Philippines2 - Qatar1 - Nga2 - Saint Kitts và Nevis2 - Saint Lucia2 - Saint Vincent và Grenadines2 | - Samoa2 - San Marino1 - Sao Tome và Principe2 - Serbia1 - Seychelles2 - Singapore1 - Quần đảo Solomon2 - Nam Phi1 - Hàn Quốc1 - Suriname2 - Thụy Sĩ1 - Đài Loan2 - Tonga2 - Trinidad và Tobago1 - Thổ Nhĩ Kỳ2 - Tuvalu2 - Ukraina2 - Các Tiểu vương quốc Ả Rập Thống nhất1 - Hoa Kỳ1 3 - Vanuatu2 - Thành Vatican1 - Venezuela2 - Uruguay1 |  |

1 — hộ chiếu phải còn hiệu lực ít nhất 1 ngày khi nhập cảnh.

2 — hộ chiếu phải còn hiệu lực ít nhất 3 tháng từ khi nhập cảnh.

3 — bao gồm những lãnh thổ hải ngoại của Úc, Đan Mạch, Pháp, Hà Lan, New Zealand, Na Uy, Anh Quốc, Hoa Kỳ.
Công dân của  Trung Quốc sở hữu hộ chiếu làm việc công được miễn thị thực lên đến 30 ngày.
| Ngày thay đổi thị thực |
| --- |
| Danh sách này không đầy đủ, bạn cũng có thể giúp mở rộng danh sách. - 12 tháng 4 năm 2014: Nga (resumed) - 14 tháng 12 năm 2016: Brunei, Kazakhstan, Malaysia, Qatar, Đài Loan, Ukraina, Các Tiểu vương quốc Ả Rập Thống nhất Đã hủy: - Nga: 1 tháng 2 năm 2008 (đã tiếp tục lại năm 2014) |

Miễn thị thực với người sở hữu hộ chiếu ngoại giao hoặc công vụ của Trung Quốc, Colombia, Cuba, Cộng hòa Dominica, Ecuador, Indonesia, Maroc, Thái Lan và Việt Nam.

### Thị thực thay thế
Những công dân cần thị thực để đến Costa Rica sẽ được miễn thị thực 30 ngày nếu họ sở hữu thị thực nhập cảnh nhiều lần hoặc thẻ cư trú có hiệu lực được cấp bởi các quốc gia sau. Khi sử dụng thẻ cư trú, nó phải có hiệu lực lớn hơn 6 tháng kể từ ngày nhập cảnh.
| - European Union Tất cả công dân Liên minh Châu Âu 1 - Canada - Hoa Kỳ2 |

1 - chỉ đối với người sở hữu thẻ cư trú.

2 - Thẻ Xanh hoặc thị thực Hoa Kỳ phải có hiệu lực hơn 6 tháng kể từ ngày nhập cảnh trừ khi họ có thị thực loại B hoặc D. Không áp dụng với người sở hữu thị thực C1.

## Những quốc gia cần xin thị thực

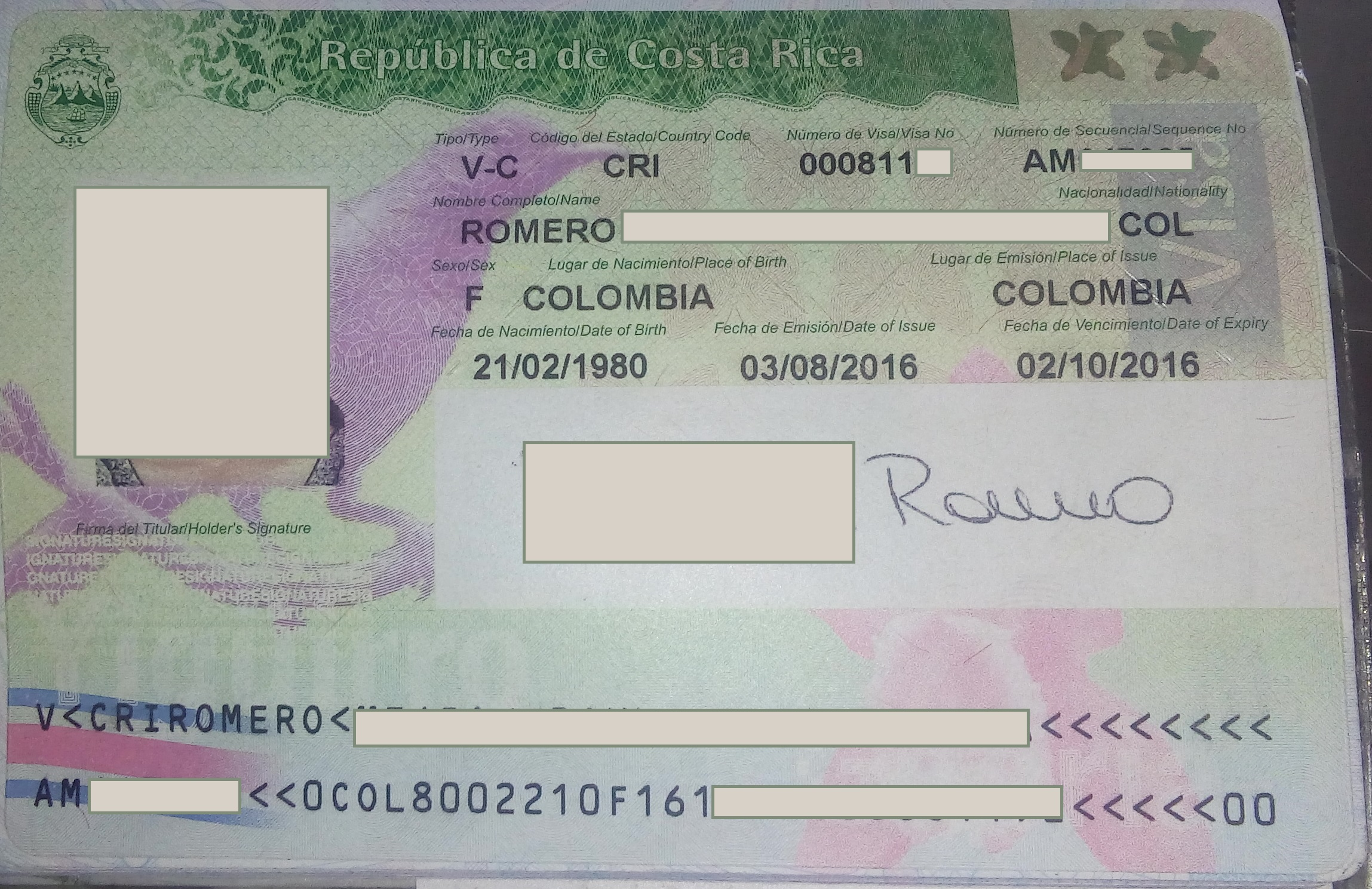
A tourist visa for Costa Rica

Người sở hữu hộ chiếu của các quốc gia và vùng lãnh thổ sau cần thị thực để đến Costa Rica:
Thị thực được cấp tại lãnh sự và hộ chiếu phải có hiệu lực 6 tháng
| - Gabon | - Nepal | - Zimbabwe |  |

Thị thực bị giới hạn phải được phê chuẩn bởi Ủy ban Thị thực bị giới hạn và hộ chiếu phải có hiệu lực sáu tháng
| - Iraq | - Sri Lanka |  |

## Thống kê du khách
Hầu hết du khách đến Costa Rica đều đến từ các quốc gia sau:
| Quốc gia    | 2016      | 2015      | 2014      | 2013      |
| ----------- | --------- | --------- | --------- | --------- |
| Hoa Kỳ      | 1.233.277 | 1.077.044 | 997.262   | 929.402   |
| Nicaragua   | 440.049   | 446.870   | 463.959   | 476.678   |
| Canada      | 188.104   | 175.771   | 172.730   | 160.398   |
| Panama      | 99.917    | 97.135    | 68.340    | 98.275    |
| Mexico      | 94.499    | 84.940    | 75.045    | 72.568    |
| El Salvador | 78.273    | 69.427    | 63.214    | 64.552    |
| Anh Quốc    | 71.392    | 47.499    | 39.545    | 35.198    |
| Đức         | 67.939    | 66.450    | 63.916    | 54.754    |
| Tây Ban Nha | 67.453    | 65.188    | 64.303    | 52.950    |
| Guatemala   | 65.063    | 57.600    | 55.677    | 56.756    |
| Pháp        | 61.503    | 54.773    | 49.681    | 39.728    |
| Tổng        | 2.925.128 | 2.660.257 | 2.526.817 | 2.427.941 |